# Dikanda
Dikanda est un groupe de musique folklorique polonais fondé en 1997 à Szczecin. Les musiciens qualifient leur musique de musique des quatre régions de l’Est car elle s’inspire de la musique folklorique des nombreux groupes ethniques, notamment polonais, biélorusse, bulgare, macédonien, juif, gitan et kurde.
Dikanda interprète des musiques et chansons originales et traditionnelles (des Balkans, de l'Inde, de Pologne…) selon ses propres arrangements.
Certaines des paroles des chansons originales du groupe consistent en des mots inventés et sans signification propre. Le nom du groupe lui-même est un mot inventé qui signifie « Tout et rien ».

## Historique et répertoire du groupe
Anna Witczak, chanteuse et accordéoniste, est à l’origine de la fondation du groupe. Originaire de Piła, elle déménage à Szczecin où elle fait la connaissance du guitariste Piotr Rejdak, avec qui elle forme un duo. Ils commencent à chanter ensemble et à jouer des chansons folkloriques dans différents endroits. De retour d'un voyage en France, le duo se produit dans les pub de Szczecin, en sessions non officielles où ils rencontrent d'autres musiciens. Par la suite, Violina Janiszewska (voix) et Paweł Baska (basse) les rejoignent. À l'occasion d'une répétition, Daniel Kaczmarczyk (instruments à percussion) intègre le groupe. Ils commencent à interpréter des chansons balkaniques qu'Anna chante souvent. Ces répétitions musicales durent environ trois ans. Le groupe est finalement formé en 1997 à Szczecin, avec les membres suivants : Anna Witczak, Daniel Kaczmarczyk, Piotr Rejdak, Violina Janiszewska et Paweł Baska. Peu de temps après, Katarzyna Dziubak (violon) rejoint le groupe.
Dikanda s'inspire des mélodies folkloriques du monde slave mais aussi des Gitans, des Juifs, des Indiens, ainsi que des rythmes et sons du Moyen-Orient et d'Afrique. Le groupe se revendique inclassable, souhaite sortir des cadres conventionnels de la musique, même si leurs bases proviennent de différentes musiques folkloriques traditionnelles.
En 2000, le bassiste Paweł Baska est remplacé par Tomasz Pikulski et un peu plus tard par Grzegorz Kolbrecki. En 2003, Violina Janiszewska quitte le groupe. Dans la deuxième décennie du XXIe siècle, Katarzyna Bogusz (chant) rejoint le groupe, Andrzej Jarząbek Fiś remplace un temps Katarzyna Dziubak, et Szymon Bobrowski intègre le groupe à l'occasion du concert de Zakopane (2013).

## Les membres

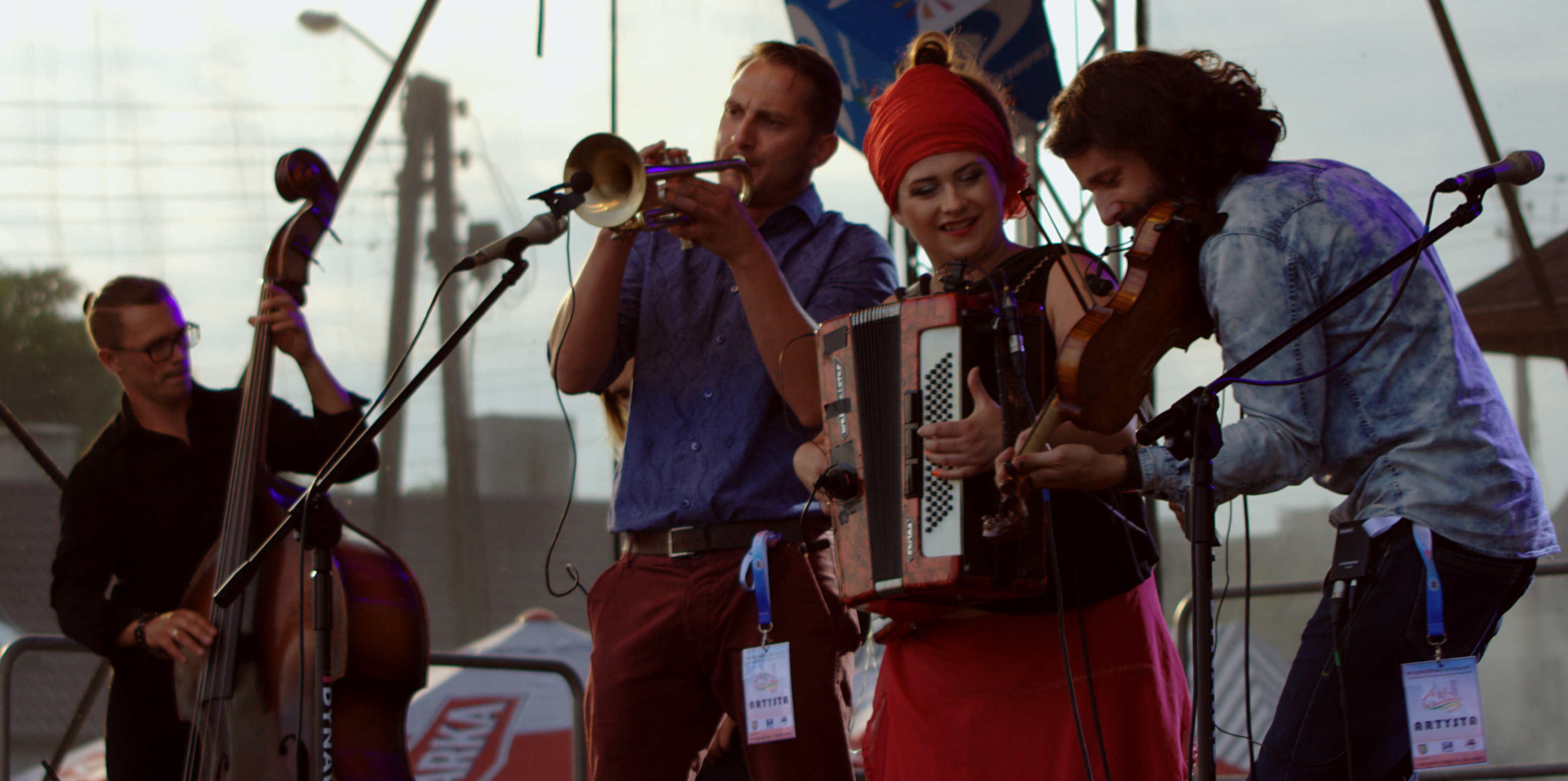
Sur scène en 2017. De gauche à droite : Grzegorz Kolbrecki (à la contrebasse), Szymon Bobrowski (à la trompette), Anna Witczak-Czerniawska (à l'accordéon) et Dominik Bieńczycki (au violon).

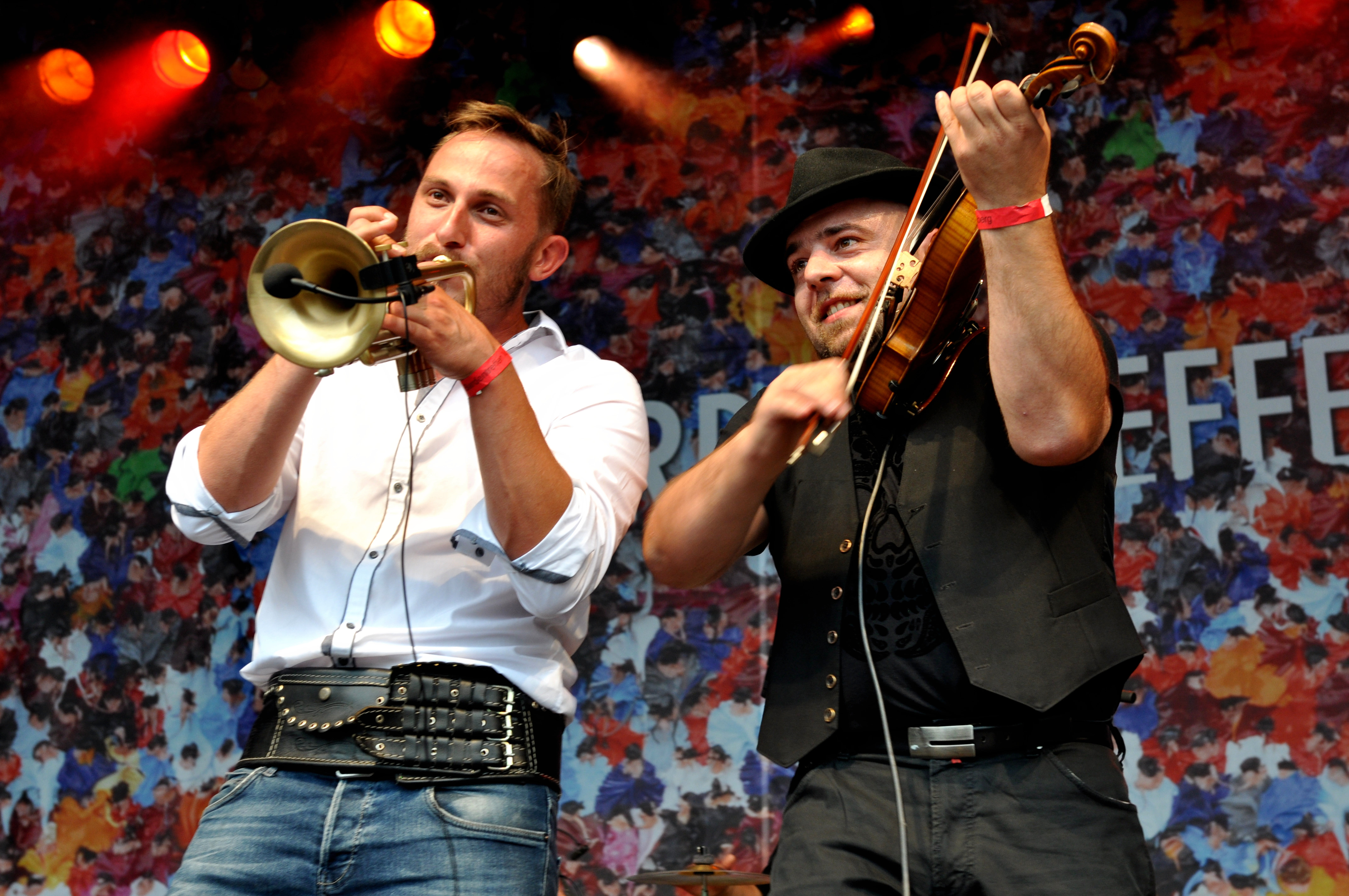
Szymon Bobrowski à la trompette et Andrzej « Fiś » Jarząbek au violon, en 2015 au Bardentreffen de Nuremberg.

Participèrent au premier album du groupe : Katarzyna Dziubak (violon, chant), Ania Witczak (accordéon, chant), Violina Janiszwska (chant), Daniel Kaczmarczyk (percussion), Piotr Rejdak (guitare) et Grzegorz Kolbrecki (contrebasse).
En 2019, le groupe se compose de :
- Anna Witczak-Czerniawska – chant, accordéon
- Katarzyna Bogusz – chant
- Daniel Kaczmarczyk – percussions, autres instruments
- Piotr Rejdak – guitare
- Grzegorz Kolbrecki – contrebasse
- Szymon Bobrowski – trompette
- Dominik Bieńczycki – violon

## Discographie
La liste des albums peut être consultée sur le site officiel de Dikanda.
- 1999 : Muzyka czterech stron wschodu (musique des quatre régions de l'Est) - Disque de dix-sept chansons dont Dikanda
- 2002 : Jakhana Jakhana - Disque de treize chansons
- 2004 : Usztijo - Disque de dix chansons dont Ederlezi
- 2007 : Ajotoro - Disque de dix chansons
- 2011 : Live - Double disque de dix-huit chansons
- 2013 : Rassi - Disque de onze chansons
- 2014 : Live in Zakopane - Double dvd de dix-neuf chansons
- 2017 : Devla Devla - Disque de onze chansons